# Tiffany René Estrella Attwood
Tiffany René Estrella Attwood (Hayward, 1 de febrero de 1971) es una política estadounidense,  comisionada para el planeamiento de la ciudad de Danville, California. Su comisión inició el 1 de enero de 2009 y fue nombrada por el Alcalde y Consejo de Danville. La Comisión de Planeamiento es una posición sin afiliación política en la cual consiste en siete miembros encargados de delinear políticas, estrategias y recomendaciones concernientes al uso de tierras en propiedades de la ciudad de Danville.
El 15 de junio de 2009, Tiffany anunció su candidatura para el Congreso de los Estados Unidos del décimo distrito de California. Esta banca había sido desocupada por Ellen Tauscher, quien aceptó la posición de Subsecretario para el Control de Armas y Asuntos de Seguridad Internacional del Estado. La elección primaria para esta banca fue llevada a cabo el 1 de septiembre de 2009 y la segunda vuelta fue el 3 de noviembre de 2009.

## Inicios
Nacida en Hayward, California a James Olidan Estrella e Isabelle Marie Paz, Tiffany es la segunda de tres hijos, sus hermanos James “Jim” Olidan Estrella, Jr. Y Ajay Joseph Bromstead, quien sirvió en los Marines. A los tres años, su padre abandonó a su familia. Eventualmente, Marie se volvió a casar siente años más tarde con John Bromstead, un ex – Marine. John ayudó a Tiffany en su infancia viviendo en un vecindario peligroso en el área de Hayward/Oakland.
A finales de los 70 y principios de los 80, la recesión le resto una gran porción al presupuesto de educación de Hayward, lo cual prácticamente eliminó a las escuelas secundarias de Hayward. Enfrentada con la promoción de la escuela primaria a la escuela superior, con una vida familiar intensa, con la influencia de pandillas a su alrededor y volviéndose una adulta de la noche a la mañana.

## Mujer de Carrera

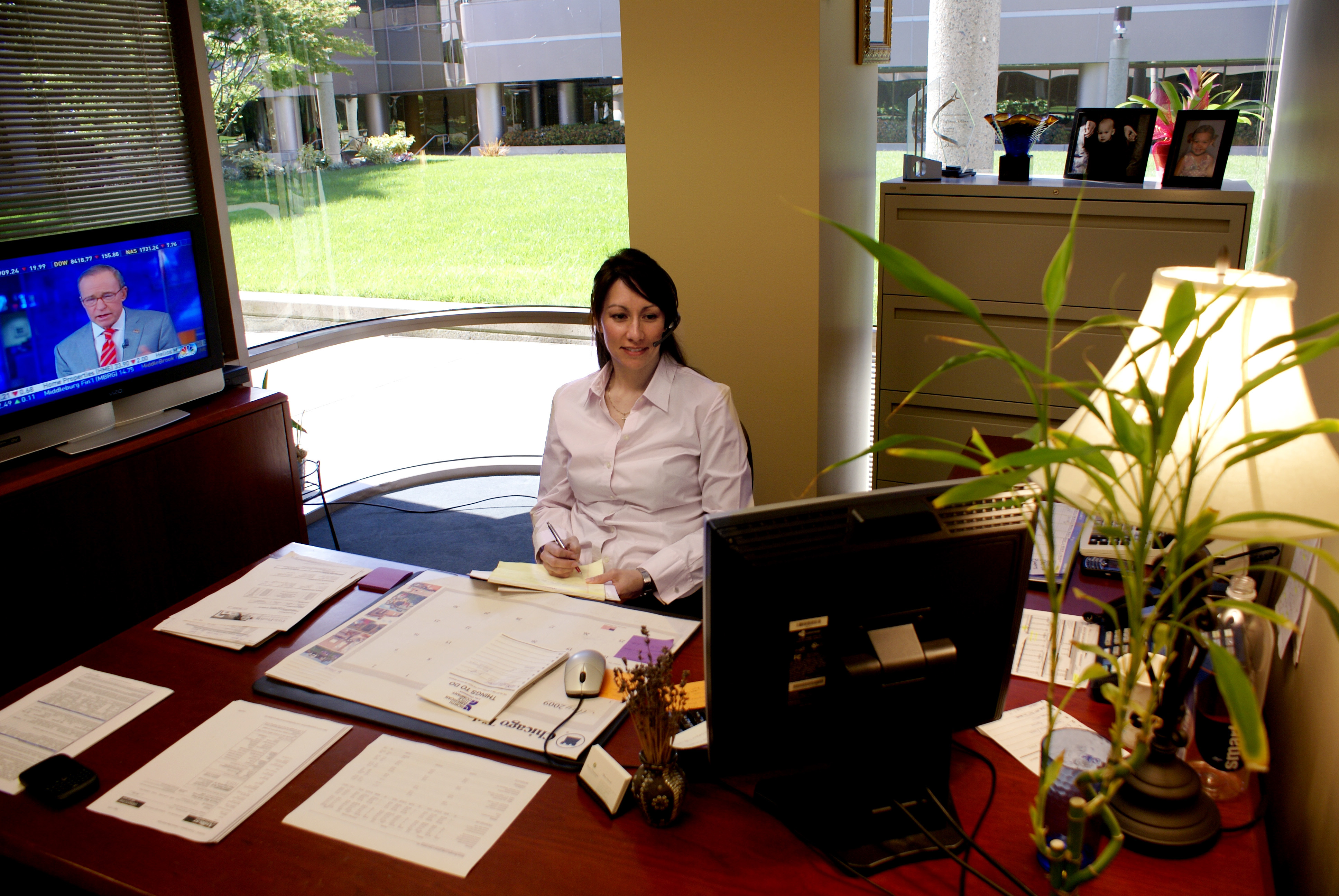
Attwood en Emery Financial como una Asesora de Bienes Raíces

A los 18 años, Tiffany se mudó de su casa y se unió al sindicato e inició su carrera trabajando en United Parcel Service (UPS) cargando paquetes a los camiones en las Instalaciones de Oakland durante el día y luego trabajando durante la noche en Costco. Viviendo en vecindarios peligrosos por la mayoría de su vida ayudó a Tiffany a trabajar bien con todo tipo de culturas lo cual ayudó a que la promovieran a Supervisora.
Después de varios años en UPS y Costco, cambió su carrera a la Industria de Hipotecas. Como Procesadora Superior en una compañía de hipotecas, Tiffany aprendió rápidamente sobre finanzas hipotecarias y adquirió una licencia de bienes raíces de California. Desde entonces, Attwood ha trabajado con NorthPoint Group como Vicepresidente Superior/Asesora de Préstamos y actualmente con Emery Financial como Agente Hipotecario Superior/ Agente de Inversiones de Bienes Raíces. Ella ha sido activamente involucrada en el Mercado de Bienes Raíces, siendo dueña de varias propiedades de inversión por más de 17 años.

## Candidata para El Congreso de los Estados Unidos

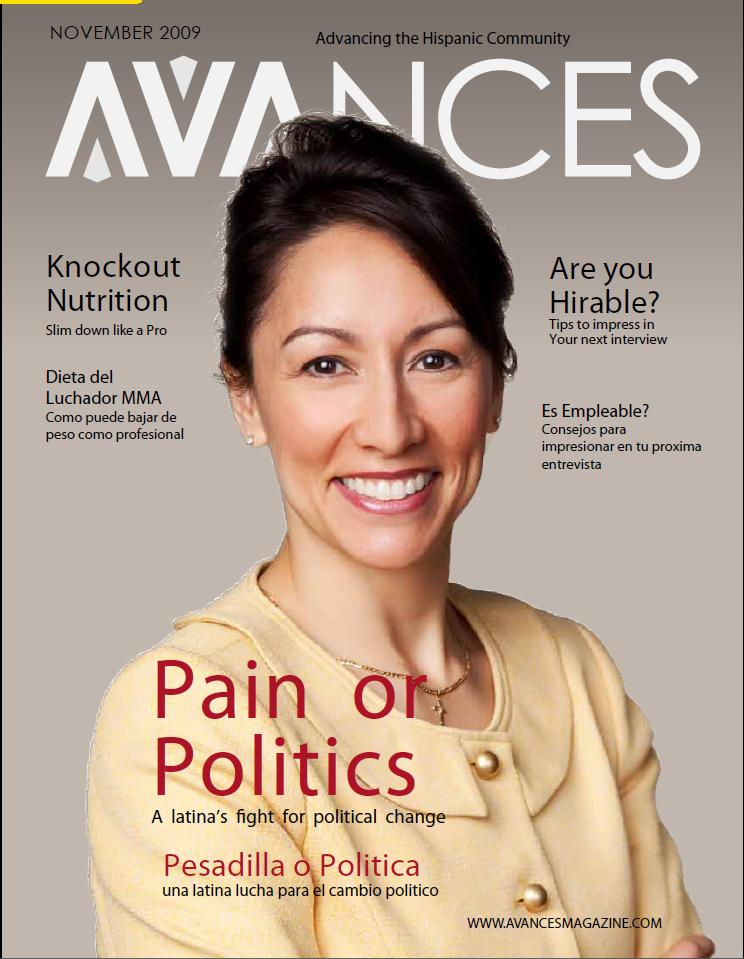
Tiffany Attwood en la cobertura de Revista de Avances Magazine Avances - una Revista española es distribuida a través de Norteamérica

El 20 de julio del 2009 cuando se fichaba en el Departamento de Elecciones en el condado de Contra Costa, el registrado le informó que le faltaban cinco días para llenar los requisitos para ser candidata demócrata. Sin dejarse desanimar por este obstáculo, Tiffany decidió que era esencial motivar a las mujeres, latinos y filipinos a que tuvieran una voz en la política. El 28 de julio de 2009, Attwood for Congress (Attwood para el Congreso) cambió su estrategia y se registraron como una candidatura “Write-in”, en donde el nombre del candidato no aparece en la papeleta pero votan por ella al escribir su nombre del candidato a la hora de votar. De acuerdo a las leyes de California, este tipo de candidato deben registrar sus declariones de candidatura y presentar firmas de patrocinadores, así también como llenar los requisitos de declaración de campaña, tal como lo realizan los Republicanos y Demócratas. La historia muestra que solamente siente candidatos para el Congreso han ganado sus bancas como cándidos “write-in”.

Preocupados de que exclusiones hayan sido por motivos de la discriminación racial, Attwood llevó a cabo una protesta durante el debate Demócrato en frente del edificio del condado de Solano. 

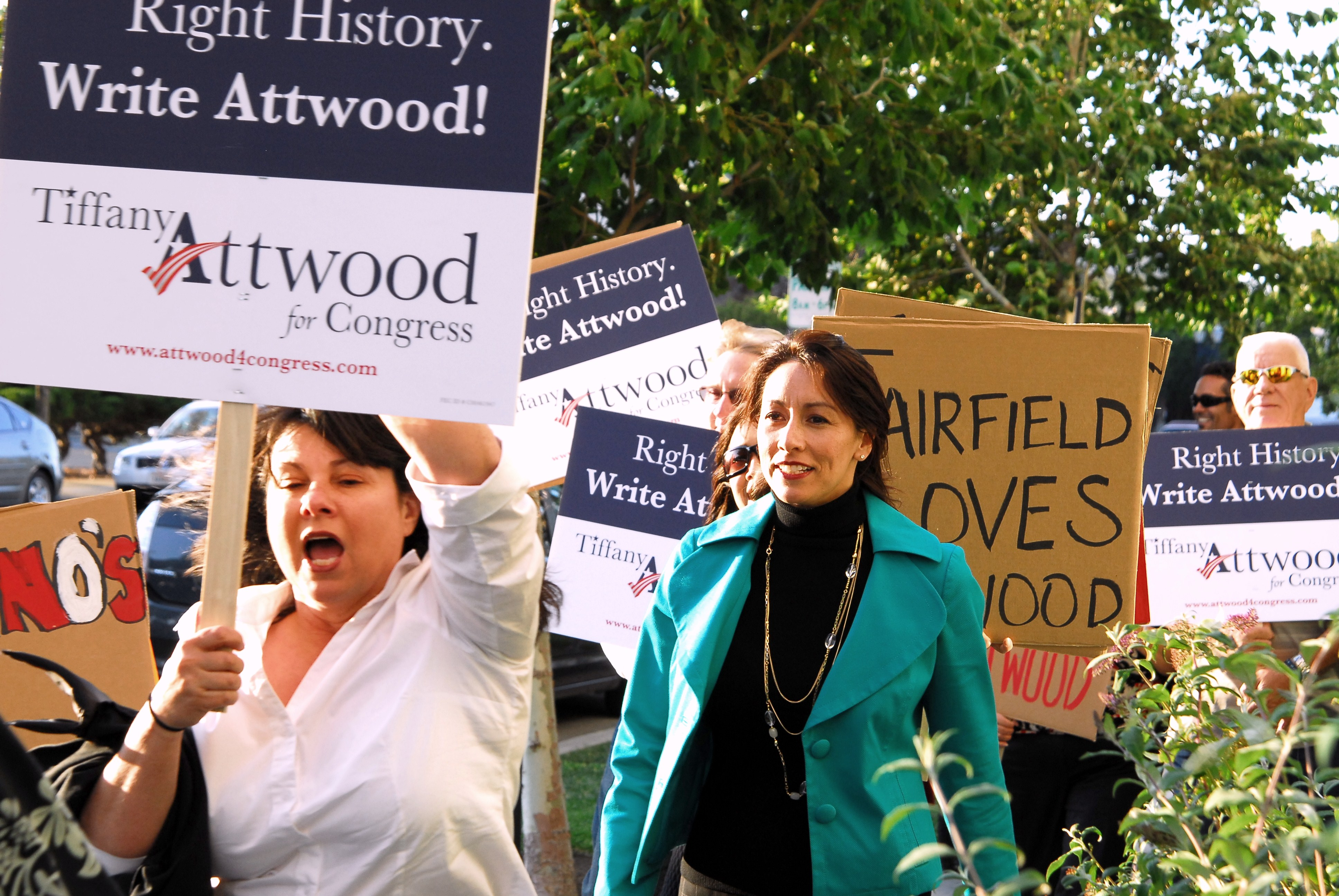
Protesta de Fairfield, 7 de agosto de 2009

La protesta fue fructífera y generó la prensa internacional de ABS-CBN Broadcasting Corporation (una compañía de multimedia filipina con audiencia doméstica e internacional), The Philippine Daily Mirror (un periódico internacional y de Internet, basada en Las Filipinas) lo cual atrajo la atención dentro del mismo debate.

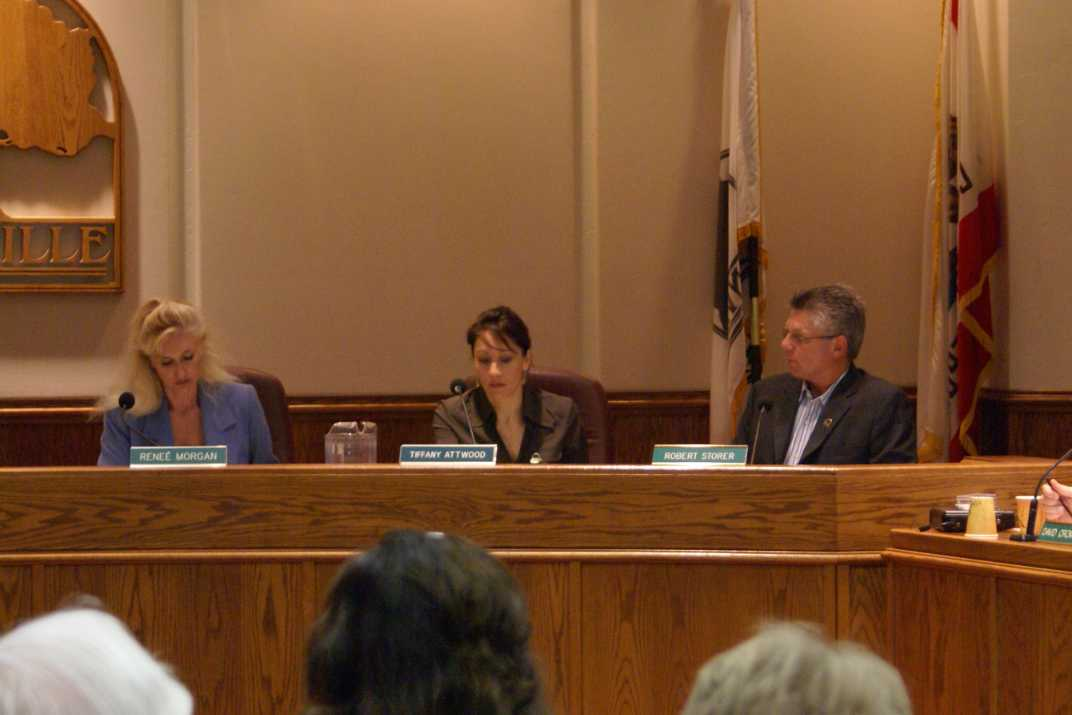
Attwood en la Comisión de Planeamiento de la ciudad de Danville

Poco después del debate de Fairfiled, Lt. Governor Garamendi se comunicó con la Sra. Attwood para hablar sobre la discriminación racial y cómo podría él ayudar. Fue por una serie de eventos que eventualmente llevó a la suspensión del apoyo de la campaña de Attwood hacia Garamendi. La campaña de Tiffany Estrella Attwood le ha dado notoriedad tanto en el décimo distrito del Congreso de California como en el estatus de celebridad de Las Filipinas. Attwood is miembro de The Filipino American Democratic Caucus, y del California Chicano Latino Caucus of the Democratic Party, the League of Women Voters, Contra Costa County Democratic Central Committee y el San Ramon Democratic Club.

## Resultados electorales

### Congreso de los Estados Unidos
|  | 25.70 % |

|  | 21.05 % |

|  | 17.60 % |

|  | 12.02 % |

|  | 8.75 % |

|  | 4.54 % |

|  | 3.88 % |

|  | 3.11 % |

|  | 1.56 % |

|  | 100.00 % |

## Raíces
“ Tiffany es la personificación de la diversificación cultural de América, ” dice su Representante de Campaña para el Congreso. “Cuando usted ve sus raíces, no puede evitar pensar, “ Ey, ¿ No es ella la Madre del Crisol de Culturas?” Attwood es un cuarto Latina Mexicana, portuguesa, india americana Apache-Mescalero y filipina. Ella es la única candidata para el congreso que tiene esta combinación de etnicidad.
|                                   |                                   |                                               |                                               |                                               |                                               |                                               |                                               |                                |                                |                                |                                | Tiffany Rene’ Estrella Attwood Nacida en – Hayward, California |                                |  |  |                                      |                                      |                                      |                                      |                                      |                                      |                                      |                                      |              |              |              |              |              |              |  |  |  |  |  |  |  |  |  |  |  |  |  |  |
|                                   |                                   |                                               |                                               |                                               |                                               |                                               |                                               |                                |                                |                                |                                |                                                                |                                |  |  |                                      |                                      |                                      |                                      |                                      |                                      |                                      |                                      |              |              |              |              |              |              |  |  |  |  |  |  |  |  |  |  |  |  |  |  |
|                                   |                                   |                                               |                                               |                                               |                                               |                                               |                                               |                                |                                |                                |                                |                                                                |                                |  |  |                                      |                                      |                                      |                                      |                                      |                                      |                                      |                                      |              |              |              |              |              |              |  |  |  |  |  |  |  |  |  |  |  |  |  |  |
|                                   |                                   | James Olidan Estrella Nacido en Las Filipinas | James Olidan Estrella Nacido en Las Filipinas | James Olidan Estrella Nacido en Las Filipinas | James Olidan Estrella Nacido en Las Filipinas | James Olidan Estrella Nacido en Las Filipinas | James Olidan Estrella Nacido en Las Filipinas |                                |                                |                                |                                |                                                                |                                |  |  |                                      |                                      | Isabelle Marie Paz Nacida en Arizona | Isabelle Marie Paz Nacida en Arizona | Isabelle Marie Paz Nacida en Arizona | Isabelle Marie Paz Nacida en Arizona | Isabelle Marie Paz Nacida en Arizona | Isabelle Marie Paz Nacida en Arizona |              |              |              |              |              |              |  |  |  |  |  |  |  |  |  |  |  |  |  |  |
|                                   |                                   | James Olidan Estrella Nacido en Las Filipinas | James Olidan Estrella Nacido en Las Filipinas | James Olidan Estrella Nacido en Las Filipinas | James Olidan Estrella Nacido en Las Filipinas | James Olidan Estrella Nacido en Las Filipinas | James Olidan Estrella Nacido en Las Filipinas |                                |                                |                                |                                |                                                                |                                |  |  |                                      |                                      | Isabelle Marie Paz Nacida en Arizona | Isabelle Marie Paz Nacida en Arizona | Isabelle Marie Paz Nacida en Arizona | Isabelle Marie Paz Nacida en Arizona | Isabelle Marie Paz Nacida en Arizona | Isabelle Marie Paz Nacida en Arizona |              |              |              |              |              |              |  |  |  |  |  |  |  |  |  |  |  |  |  |  |
|                                   |                                   |                                               |                                               |                                               |                                               |                                               |                                               |                                |                                |                                |                                |                                                                |                                |  |  |                                      |                                      |                                      |                                      |                                      |                                      |                                      |                                      |              |              |              |              |              |              |  |  |  |  |  |  |  |  |  |  |  |  |  |  |
| James DeCambra Estrella Portugués | James DeCambra Estrella Portugués | James DeCambra Estrella Portugués             | James DeCambra Estrella Portugués             | James DeCambra Estrella Portugués             | James DeCambra Estrella Portugués             |                                               |                                               | Rose Olidan Wustistam Filipino | Rose Olidan Wustistam Filipino | Rose Olidan Wustistam Filipino | Rose Olidan Wustistam Filipino | Rose Olidan Wustistam Filipino                                 | Rose Olidan Wustistam Filipino |  |  | Carlos Grijaval Paz Mescalero Apache | Carlos Grijaval Paz Mescalero Apache | Carlos Grijaval Paz Mescalero Apache | Carlos Grijaval Paz Mescalero Apache | Carlos Grijaval Paz Mescalero Apache | Carlos Grijaval Paz Mescalero Apache |                                      |                                      | {{{López }}} | {{{López }}} | {{{López }}} | {{{López }}} | {{{López }}} | {{{López }}} |  |  |  |  |  |  |  |  |  |  |  |  |  |  |

## Vistas políticas

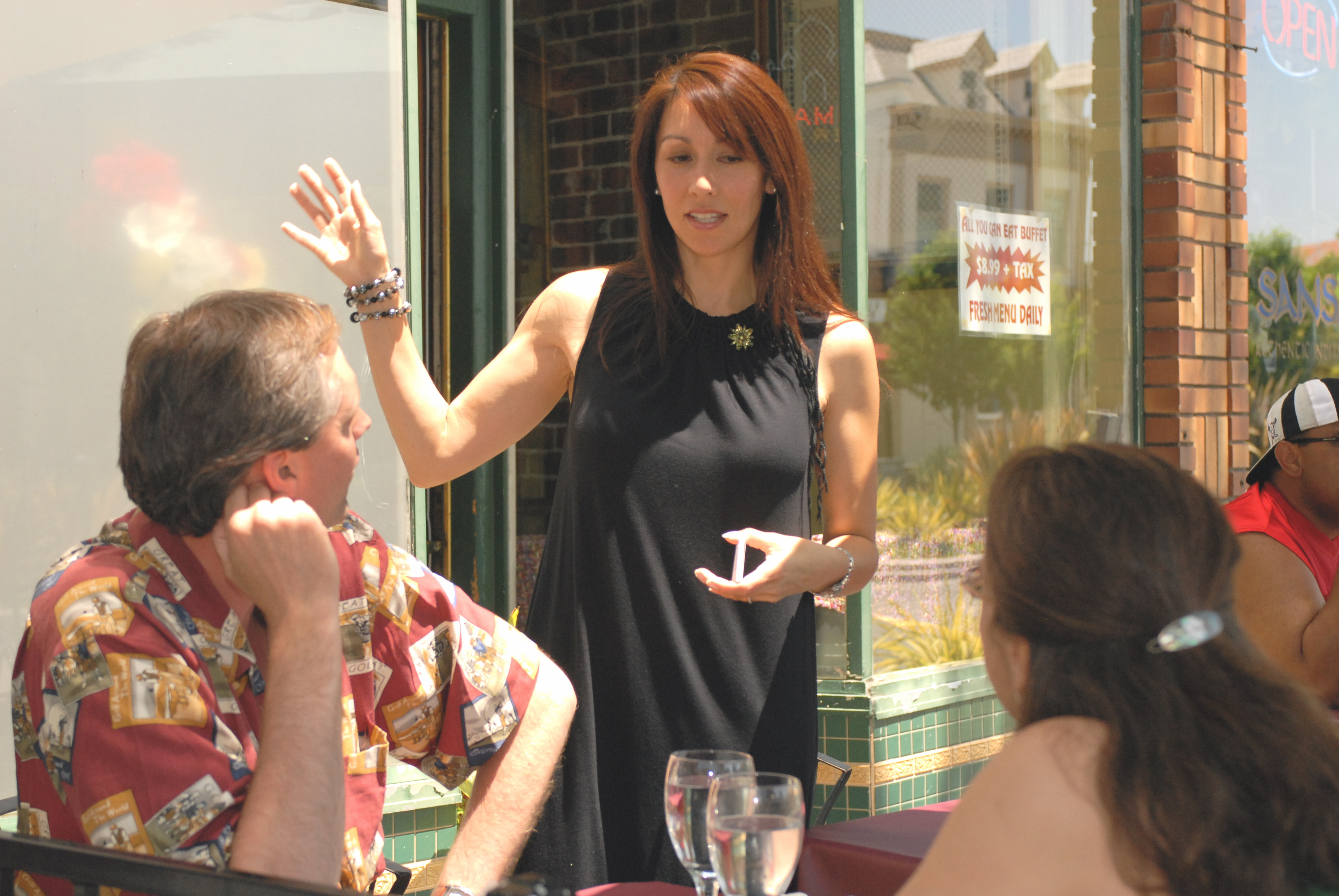
Attwood durante su campaña en Livermore, California

Attwood se considera Demócrata moderada y creció con más de 30 años de experiencia en sindicatos por parte de sus padres y su propia experiencia con UPS.
Mientras trabajaba en NorthPointe como un " Agente Independiente," Tiffany tuvo que trabajar en un segundo empleo, de nuevo con UPS, para ayudar a su familia con seguro médico. Para mientras, miembro del congreso Ellen Tauscher anunció su renuncia de la Cámara de Representantes (House of Representatives), Attwood fue despedida de UPS, lo cual de nuevo puso a su familia en riesgo de estar sin seguro médico. Tiffany culpa parte de la crisis a los $26 millones en déficit de California, impuestos y gastos desmedidos y a la caída de la industria de vivienda. ¨Fue como un segundo golpe al perder mi empleo y el seguro médico para mi familia,¨ dijo Attwood. ¨En algún momento vi a los políticos (Lt. Governor Garamendi, Senador Estatal DeSaulnier y Miembro de Asamblea Joan Buchanan) y pensé, ¨Porqué elegirían a los mismos oficiales que pusieron a California en un déficit de $21 millones en una banca federal¨. ¨No creo que los electores del 10.º distrito quieran poner en el congreso políticos con experiencia en gastos de déficit y e incremento de impuesto.¨ ¨Ya estaba harta y decidí postularme para el Congreso.¨

## Educación
Es mi primera prioridad para el estado de California. Los recortes presupuestarios a nuestros distritos escolares han puesto a California en la 47.ª posición en los Estados Unidos. Hemos incrementado nuestras aulas de 20 a 35 niños, despedido maestros y hemos reducido los programas de música y de lectura así como otros que proporcionan la educación básica a nuestros niños.

## El Aborto
Attwood está a favor del aborto y le gustaría que la comunidad científica de una vez por todas termine el debate en cuanto cuándo inicia la vida. Ella además apoya la financiación federal de la investigación de células madre y votaría por cualquier legislación que adelante el descubrimiento del tratamiento de enfermedades y terapia genética.

## LGBT ( Lesbianas, Gays, Bisexuales y Trans)
Attwood es partidiaria del matrimonio entre personas del mismo sexo. Votó ¨no¨ en la Proposición 22 de California en el 2000 y ¨no¨ en la Proposición 8 en el 2008.

## Asistencia Médica
Sin duda, los Estados Unidos tiene los mejores profesionales médicos y es un líder mundial en los avances e investigación médica y desarrollo. Algunos pueden culpar a la tecnología por el aumento del costo de la asistencia médica, pero según un artículo de Business Week, “la expansión masiva de la cobertura de seguro médico en los últimos 40 años”, y “la responsabilidad médica y la medicina defensiva en las primas” necesitan ser dirigido a nivel nacional.
Mi meta es impulsar reforma inmediata en estos ¨culpables médicos¨ y realizar foros abiertos al público sobre cómo conserva una industria médica de ¨primera clase¨ con costos de seguro alcanzables. Haré todo lo necesario para que nuestro distrito cubra a nuestros niños por medio de State Children´s Health Insurance Program y proveer acceso a asistencia a los de la tercera edad. Teniendo en cuenta que me casé dentro una familia de Gran Bretaña y un administrador de campaña quien creció en el Canadá – sus historias me convencieron de que la medicina socializada no es en la dirección en que se debe dirigir los Estados Unidos.

## Vivienda
Tiffany trabaja para Emery Financial – una de las empresas más grandes de inversiones del país – como Agente de Préstamos y Agente Hipotecario. Su pasión por propiedad “responsable”, en vista de la crisis hipotecaria del país que afectó a su área, le ha dado la pericia a Tiffany un papel importante en la defensa de propiedad de vivienda.

## Energía
No cabe duda de que nuestra dependencia en el petróleo de países que no comparten los intereses de los Estados Unidos es una cuestión de seguridad nacional e independencia. Como defensora de fuentes de energía limpia y renovable, creo el Congreso necesita tener un rol más fuerte en la creación de oportunidades e innovación y menos en mandatos y regulaciones.
Actualmente nuestro distrito es rico en energía de viento de Montezuma Hills hasta Birds Landing. Uno de estos gigantes con aspas de 122 pies puede generar electricidad de 150 megavatios, ¡suficiente para alumbrar 112,500 casas! Al reunirme con personas de nuestro distrito, me impresionaron los paneles solares que se encuentran en las casas del área.
Mi meta para el 10.º distrito es crear y apoyar los proyectos de ley en búsqueda del uso de energía renovable, investigación, desarrollo y producción, por tanto, creando miles de empleos ecológicos dentro de nuestro propio distrito.

## Veteranos

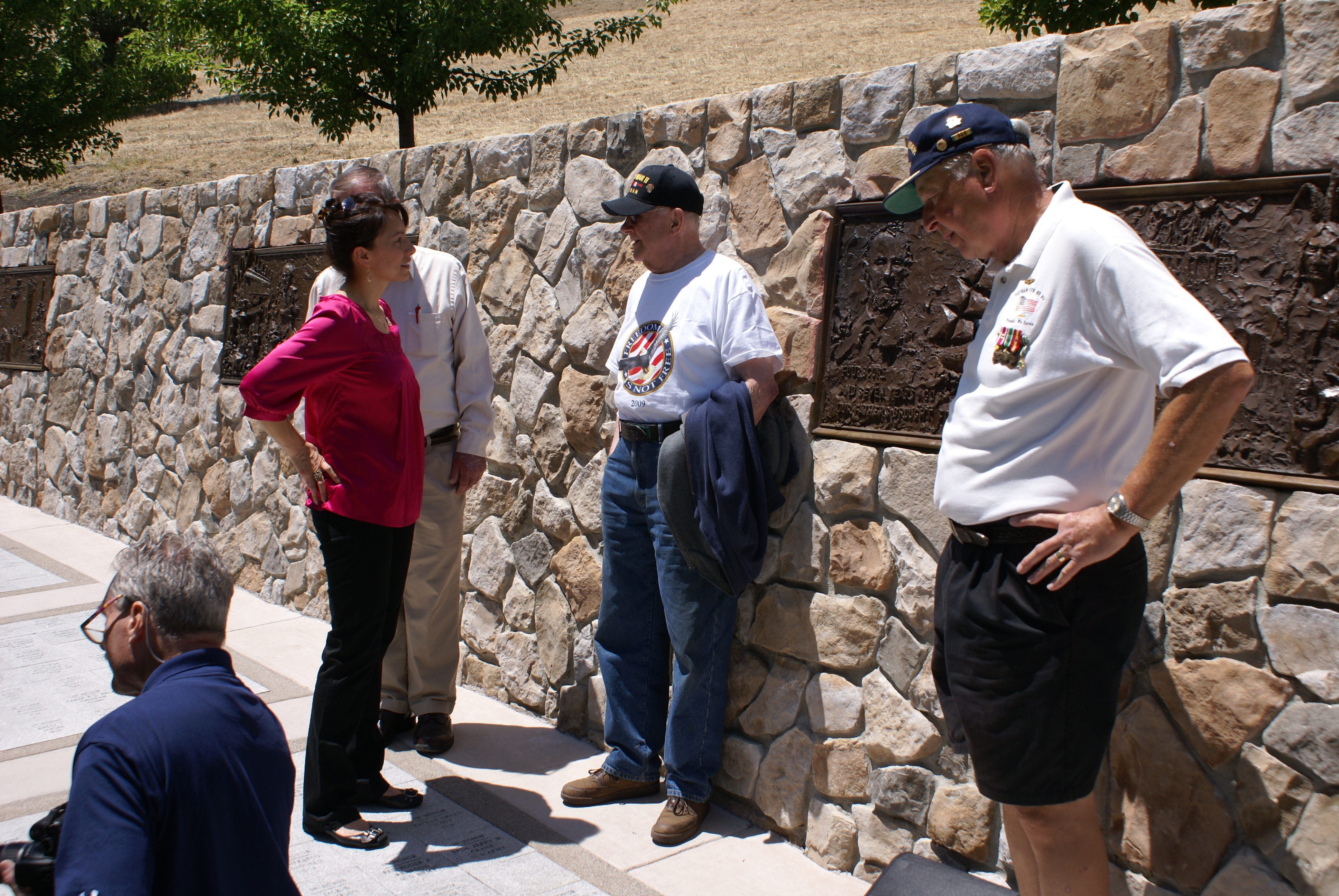
Attwood con Veteranos para Memorial Day

Nadie ha hecho más para asegurar nuestra libertad que nuestros veteranos y personal militar. Tengo un interés personal en nuestros veteranos ya que mis dos hermanos y padres son Marines. Los americanos y el gobierno tienen la solemne obligación de asegurar que ellos reciban los beneficios que se merecen y que cada veterano tenga acceso a esos beneficios.
En los últimos años nuestra familia ha luchado con adquirir buena asistencia médica para veteranos, cuyas heridas están directamente relacionadas con guerras extranjeras. Actualmente, el sistema de asistencia médica militar está inundado por las enfermedades físicas y mentales debido a que nuestros militares han estado en zonas de combate. En muchos de nuestros hospitales para veteranos, médicos dedicados, técnicos médicos, enfermeras y demás personal parecen haber llegado a sus límites.

## Vida personal

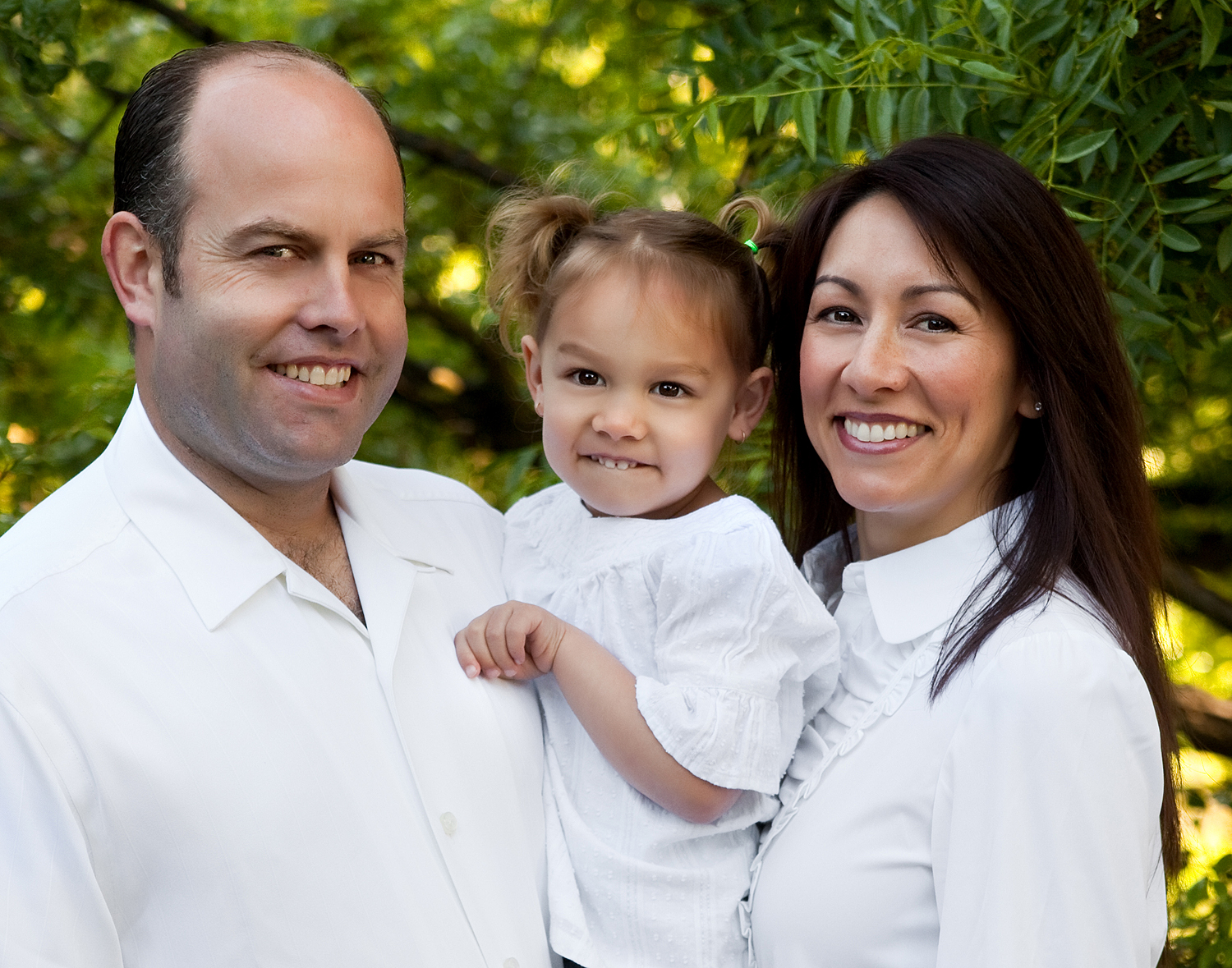
Familia de Attwood

Attwood vive con su marido, Francis y su hija de tres años de edad en Danville, California. Francis es un Contratista General en la construcción y modelando de nuevo y es licenciado con el Estado de California. Tanto Francis como Tiffany son Futbolistas activos en el Área del Bahía. Tiffany es reporteado por los periódicos como el político de "Mamá de Fútbol".